# دابراوکا
دابراوکا (به بلغاری: Dabravka) یک منطقهٔ مسکونی در بلغارستان است که در استان ویدین واقع شده‌است.
 دابراوکا ۱۶٫۹۲ کیلومتر مربع مساحت و ۵۰ نفر جمعیت دارد.